# ととにゃん
株式会社ととにゃんはアニメーションの背景制作・設定、3DCGデザインを主な事業内容とする日本の企業である。

## 概要
CGデザイナーのかとうみつこ（加藤光子）が美峰のCG部を退職後、2006年に設立した会社である。同じく美峰を退職した夫の加藤浩が参加し背景部門を立ち上げた。加藤浩は美峰時代から引き続き『ヱヴァンゲリヲン新劇場版』の美術監督を務め、『さよなら絶望先生』やゲーム『アマガミ』などの背景を手がけている。

## 携わった主な作品
リストの年譜は公開年を示す。

### テレビアニメ
- アニ＊クリ15「ナミダの向こう・・」（2007年）
- さよなら絶望先生（2007年）
- 俗・さよなら絶望先生（2008年）
- ミチコとハッチン（2009年）
- 07-GHOST（2009年）
- 咲-Saki-（2009年）
- 初恋限定。（2009年）
- 裏切りは僕の名前を知っている（2010年）
- あそびにいくヨ!（2010年）
- おとめ妖怪 ざくろ（2010年）
- 宇宙兄弟（2012年）
- さんかれあ（2012年）
- 翠星のガルガンティア（2013年）
- ゆゆ式（2013年）
- ノブナガ・ザ・フール (2014年）
- 放課後のプレアデス（2015年）
- 空戦魔導士候補生の教官（2015年）
- ラクエンロジック（2016年）
- チア男子!!（2016年）
- 競女!!!!!!!!（2016年）
- アトム ザ・ビギニング（2017年）
- エロマンガ先生（2017年）
- ネト充のススメ（2017年）
- つうかあ（2017年）
- デスマーチからはじまる異世界狂想曲（2018年）
- グランクレスト戦記（2018年）
- INGRESS THE ANIMATION（2018年）
- この世の果てで恋を唄う少女YU-NO（2019年）
- 理系が恋に落ちたので証明してみた。（2020年）
- 波よ聞いてくれ（2020年）
- 名探偵コナン（2023年）

### OVA
- 眼鏡なカノジョ（2010年）

### 劇場アニメ
- 劇場版キノの旅-the Beautiful World- 病気の国─For you─（2007年）
- ヱヴァンゲリヲン新劇場版:序（2007年）
- ヱヴァンゲリヲン新劇場版:破（2009年）
- ヱヴァンゲリヲン新劇場版:Q（2012年）
- ドットハック セカイの向こうに（2012年）
- ドラゴンボールZ 神と神（2013年）

### Webアニメ
- 放課後のプレアデス（2011年）
- 京騒戯画（2011年）

### ゲーム
- アマガミ（2009年）
- ゲームでも、パパのいうことを聞きなさい!（2012年）

## 参考資料
- 「背景美術 別世界を描く」『アニメーションノート』No.13、誠文堂新光社、2009年、56-65頁。